# Мамардашвілі Мераб
Мераб Мамардашвілі (15 вересня 1930, Ґорі — 25 листопада 1990, Москва) — грузинський філософ, доктор філософських наук (1968), професор (1972).
Філософська і просвітницька діяльність Мераба Мамардашвілі зіграла важливу роль у становленні незалежної філософської думки в Радянському союзі. Велике духовне і освітнє значення мали курси лекцій, прочитані ним у 1970—1980-х у різних вишах Москви та інших міст, в університетах Франції, Німеччини та інших країн, а також численні інтерв'ю і бесіди з ним, записані і видані в роки перебудови.

## Життєпис
Народився в м. Ґорі в Грузії, у родині військовослужбовця.
Через призначення батька у 1938 році мешкав у Києві, згодом у Вінниці. Повернувся до Грузії під час Другої світової війни.
У 1955 році закінчив філософський факультет Московського державного університету. Працював в редакціях журналів «Питання філософії» і «Проблеми миру і соціалізму» (Прага), в Інституті міжнародного трудового руху. В 1968—1974 — заступник головного редактора журналу «Питання філософії». У 1974 був звільнений з ідеологічних причин. З 1980 — співробітник Інституту філософії АН Грузії (Тбілісі).

## Філософія
Основна тема філософії Мамардашвілі — феномен свідомості і його значення для становлення людини, культури, пізнання. Свідомість Мамардашвілі розглядав як космічне явище, пов'язане з основами буття, а онтологію свідомості він вважав невід'ємною структурою сучасної парадигми раціональності.
Спосіб філософствування Мамардашвілі називають «сократичним», оскільки він, як і Сократ, не залишив після себе письмового спадку.
Відомі курси лекцій Мамардашвілі:
- «Проблеми аналізу свідомості»
- «Вступ до філософії» [Архівовано 19 червня 2011 у Wayback Machine.] (1978−1980)
- «Сучасна європейська філософія: XX век» (1978−1980)
- «Лекції по античній філософії» [Архівовано 17 жовтня 2011 у Wayback Machine.] (1979—1980)
- «Філософія мистецтва»
- «Аналітика пізнавальних форм і онтологія свідомості» (1979—1980)
- «Картезіанські розуми» про філософію Декарта (1981—1982)
- «Кантіанські варіації» про філософію Канта (1981—1982)
- Прустівські лекції (1982, 1984, перший і другий курси)
- Лекції по естетиці мислення (видані в книгах «Беседы о мышлении»)
- «Досвід фізичної метафізики»